# Веяние

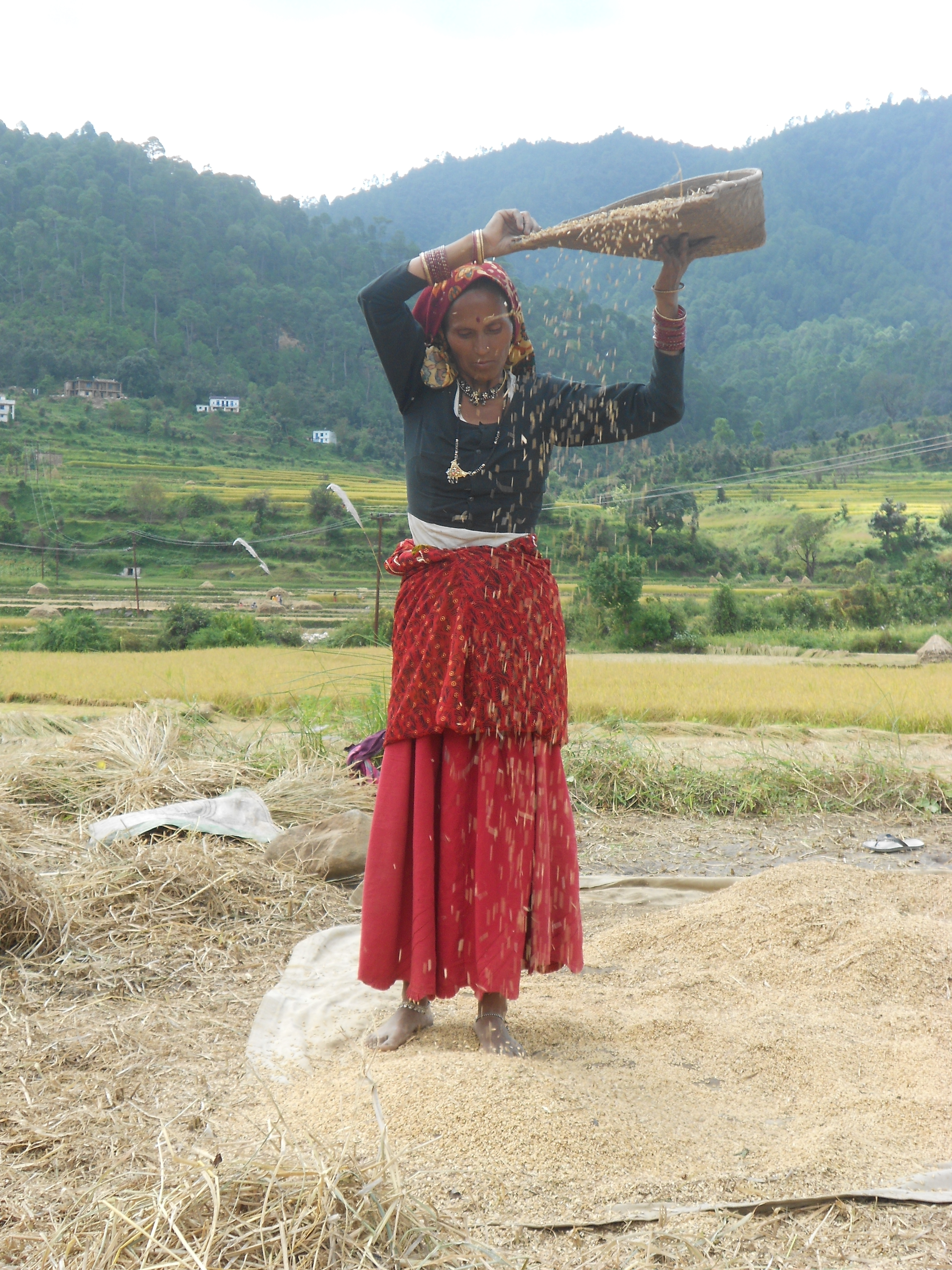
Ручное веяние риса в Индии

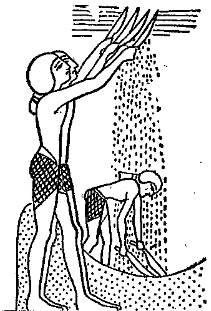
Использование специальных совков для веяния зерна в Древнем Египте.

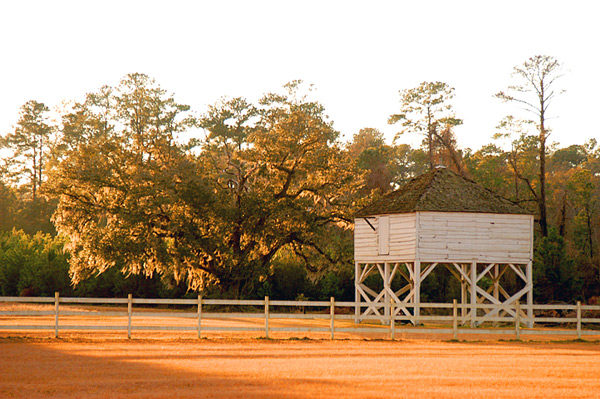
Веяльный сарай, Джорджтаун, Южная Каролина

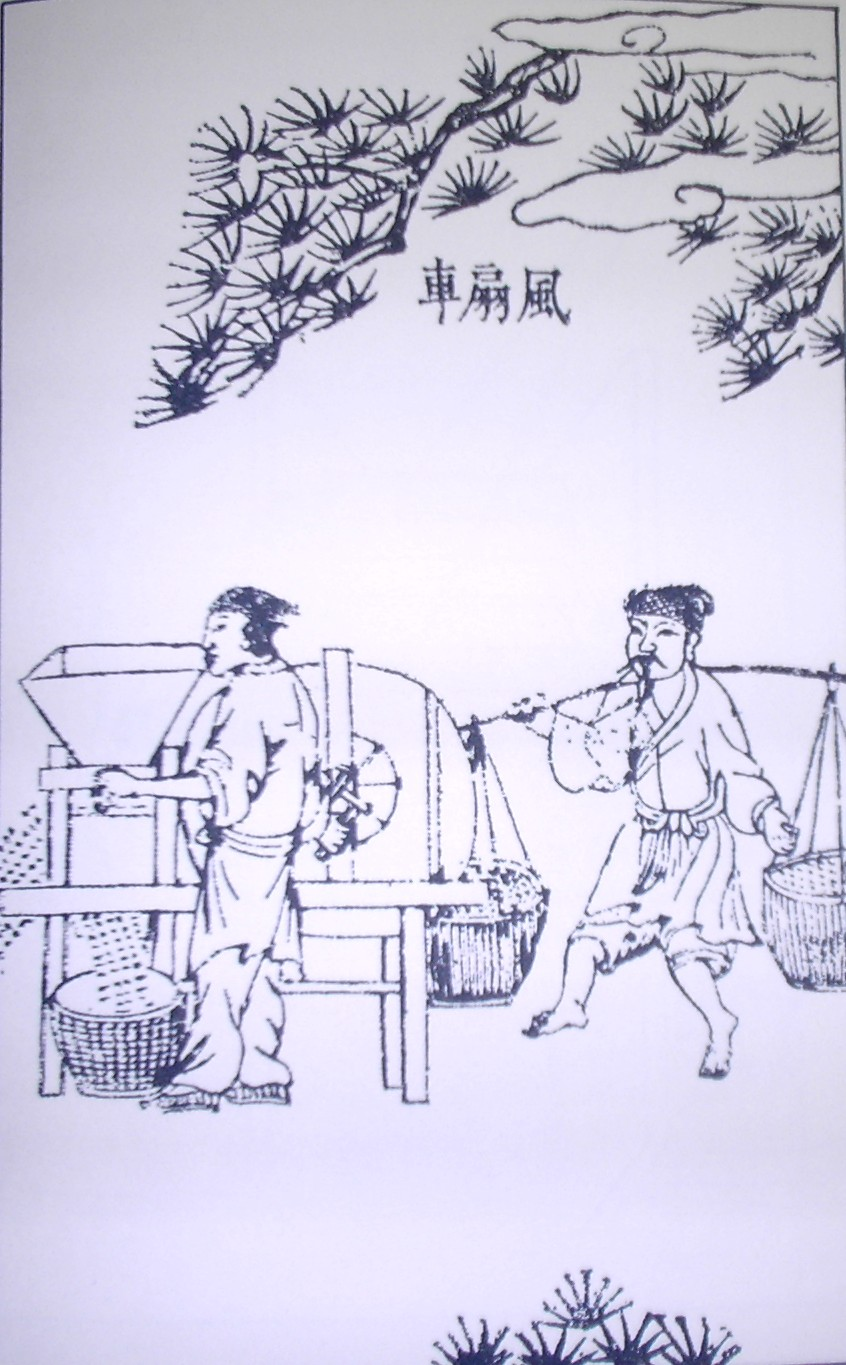
Китайская веялка с вращающимся вентилятором, из энциклопедии Тяньгун Кайу, опубликованной 1637 Сун Инсином.

Веяния (провеивание) — очистки зерна от плевел и мусора дуновением движущегося воздуха. Проводится на току (в сарае, на гумне) после обмолота. Может осуществляться как вручную, так и механическими веялками, в настоящее время провеивание зерна входит в технологические операции зерноуборочного комбайна. Лицо, проводящее веяния, называется веятелем .

## История
Древнейшим способом веяния было подбрасывание зерна лопатой (в некоторых районах Украины она была известна под названием «віячка») : кучу подбрасывали небольшими порциями так, чтобы при падении на зерно действовал ветер, и относил прочь легкие части, а лучшее зерно падало почти отвесно. В направлении движения ветра, за хорошим зерном ложилось зерно полегче, а легчайшие части, либо уносились ветром, либо ложились полосой за зерном в зависимости от удельного веса. Кроме лопат, могут использоваться для этой цели решета, корзины и другие подобные емкости. Худшие зернышки называются обрат , они идут на корм скоту .

### Попытки механизации

#### Китай
В древнем Китае впервые была применена веялка с вращающимся вентилятором, который создавал воздушный поток для отделения плевел. Об этом написал в 1313 китайский первопечатник Ван Чжэнь в работе по сельскому хозяйству «Нин Шу».

#### Европа
В саксонских поселениях в Нортумберленд, как Джефрин (ныне Иверинг)[уточнить], описанных Бедою Достопочтенным, были показаны реконструкции зданий по раскопкам, которые имели противоположные входы. В кладовых эти двери предназначались для создания сквозняка-ветродуя.
Разработанная в Китае техника для веяния зерна не была воспринята в Европе до 1700-х годов, когда веялки стали использоваться под названием «парусный веер». Веялки с вращающимся вентилятором были экспортированы в Европу голландскими моряками между 1700 и 1720 гг. Видимо, они получили их от голландских поселенцев в Батавии на Яве, в Голландской Ост-Индии. Шведы импортировали аналогичные образцы из Южного Китая примерно в это же время, а иезуиты доставили несколько штук во Францию из Китая в 1720 году. К началу восемнадцатого века никаких вращающихся вентиляторов на Западе не существовало .
В 1737 году Эндрю Роджер, фермер из имения Каверс в Роксбургшире, разработал веялку для кукурузы, названную им fanner. Её применение было успешным, и семья продавала их по всей Шотландии в течение многих лет. Некоторые шотландские пресвитерианские священники увидели в виялке грех против Бога, потому что ветер был им создан специально, а искусственный ветер был дерзкой и нечестивой попыткой узурпировать то, что принадлежит одному Богу.

#### США
В штате Южная Каролина для провеивания риса строили специальные строения на столбах — так называемые «веерные сараи» (англ. winnowing barns Зерно высыпалось в проделанный в полу люк, и при падении рассеивалось ветром.

## В культуре
Существовало суеверие, запрещающее строить дом на месте тока: «потому что будет добро так развеваться, как пашня (то есть зерно) с лопаты» .
Благодаря тому, что еврейское имя Маккавей (ивр. מַכַּבִּי‎ маккабби, в греческой передаче Μακκαβαίος напоминало украинское «мак віяти, мак вій», праздник Маковея стало ассоциироваться с маком.

### В греческой мифологии
Веялка (греч. λίκνον «ликнон») упомянутая в обрядах Диониса и в Элевсинских мистериях. Как отметила Джейн Эллен Харрисон, «это было простое сельскохозяйственное приспособление, которое перешло в мистику в религии Диониса» .
В поэме «Одиссея» мертвый оракул Тиресий сообщает Одиссею, что он покинет Итаку с веслом, и будет отсутствовать, пока путешественник не уведомит его о веялке, и в том месте будет построен храм Посейдону .

### В Новом Завете
В Евангелии от Матфея (3:12) говорится: «в руке Он развеваю, и перечистит Свой ток[уточнить]: и соберёт пшеницу Свою в житницу, а солому сожжёт огнём неугасимым».

## Галерея

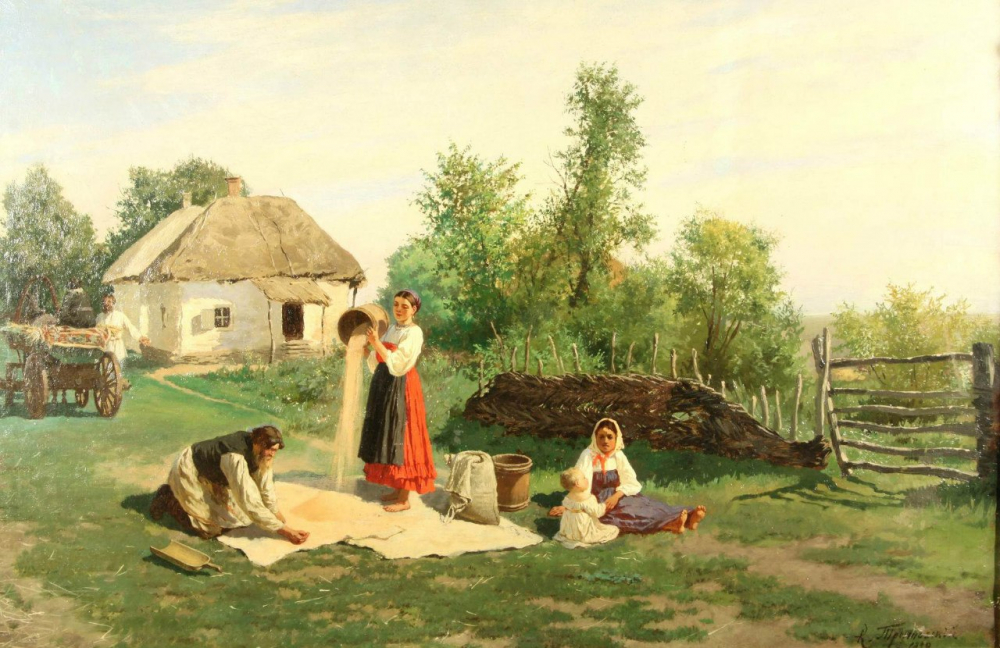
К. А. Трутовский «Лето в деревне», в 1893
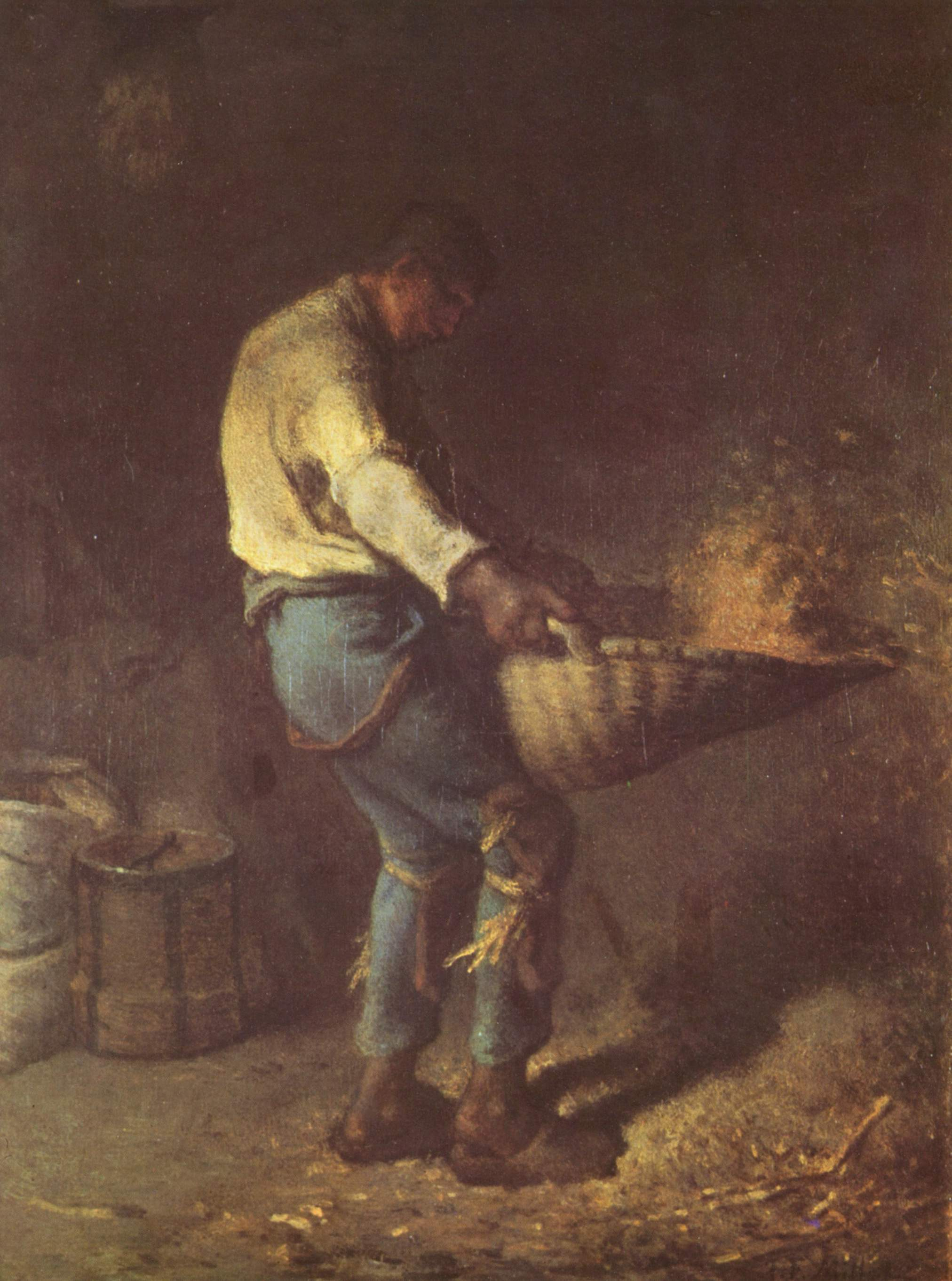
Ж.-Ф. Милле «Веятель», 1846-1847 гг.
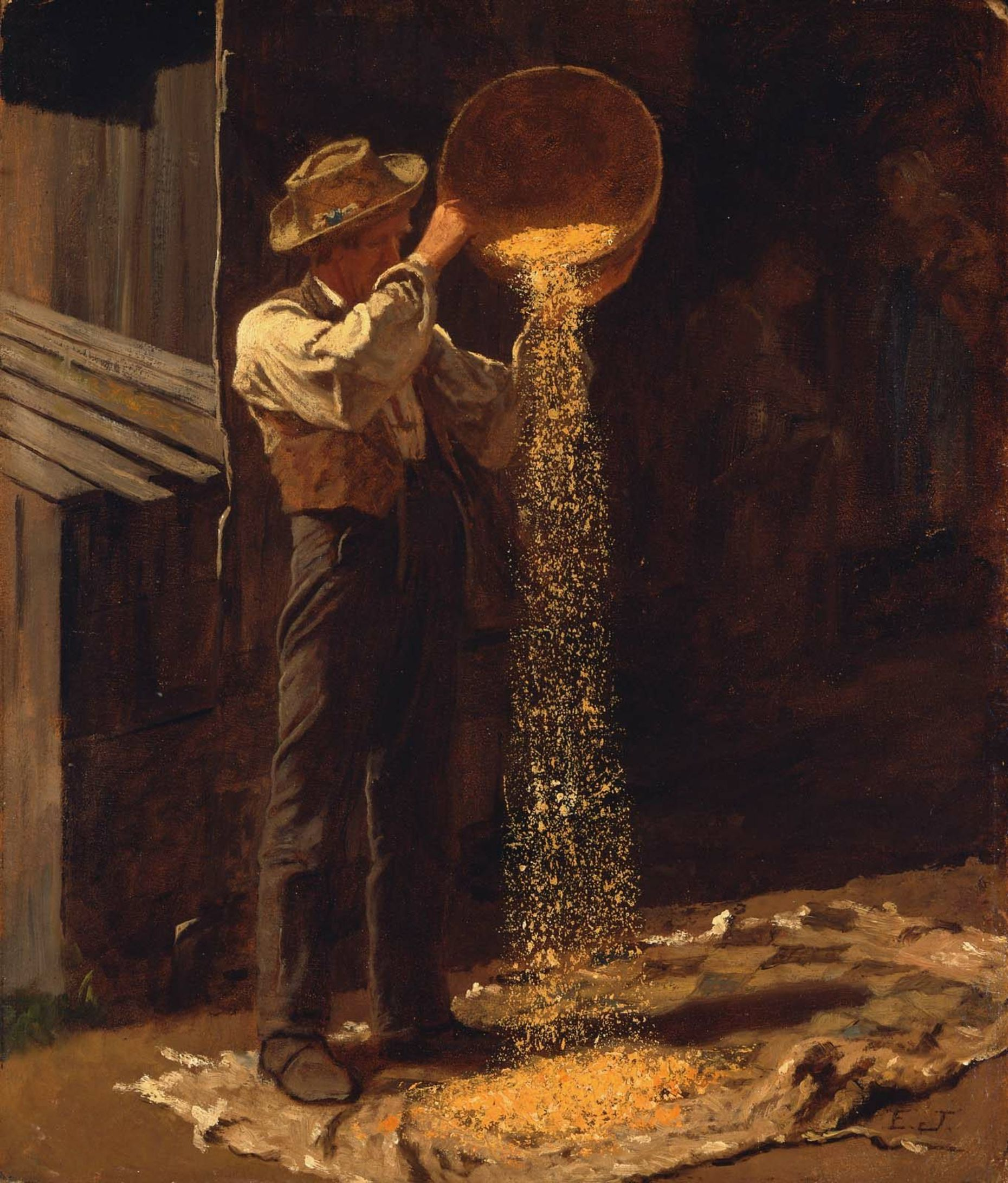
И. Джонсон «Провеивание зерна», между 1873 и 1879
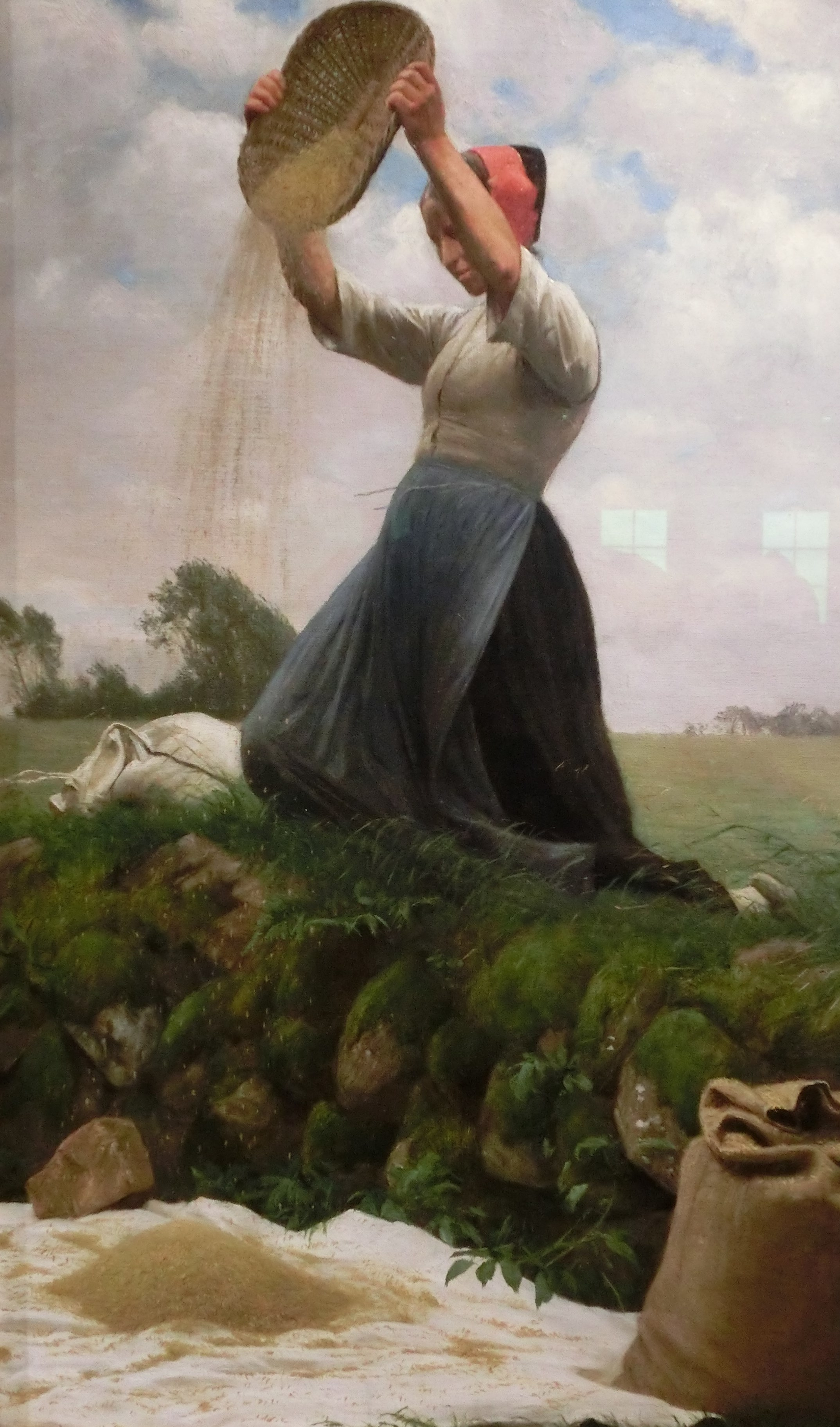
Ганс Оле Брасен «провеивания», 1883